# Schorfheide (Gemeinde)
Schorfheide ist eine amtsfreie Gemeinde im nördlichen Brandenburg. Sie hat nur gut 10.000 Einwohner, ist aber mit 238 km² die flächengrößte Gemeinde des Landkreises Barnim.

## Geografie
Die Gemeinde hat mit ihrem nördlichen Gebiet Anteil am Naturraum der Schorfheide.

## Gemeindegliederung
Ortsteile der Gemeinde sind:
- Altenhof
- Böhmerheide
- Eichhorst
- Finowfurt
- Groß Schönebeck
- Klandorf
- Lichterfelde
- Schluft
- Werbellin

Als bewohnte Gemeindeteile sind ausgewiesen: Blütenberg, Buckow, Döllner Heide, Karlshöhe, Rosenbeck, Sarnow, Sperlingsaue, Uhlenhof und Wildau.
Hinzu kommen die Wohnplätze Altlotzin, Conradshöhe, Döllner Siedlung, Eichheide, Forsthaus Prötze, Gardix, Grahsee, Hubertusmühle, Klein Dölln, Langer Grund, Margaretenhof, Rehluch, Trämmersee, Üderheide und Wildfang.

## Geschichte
Finowfurt und seine Ortsteile gehörten seit 1817 zum Kreis Oberbarnim, Groß Schönebeck und seine Ortsteile zum Kreis Niederbarnim in der preußischen Provinz Brandenburg. 1952 wurde Finowfurt in den Kreis Eberswalde, Groß Schönebeck in den Kreis Bernau im DDR-Bezirk Frankfurt (Oder) eingegliedert. Seit 1993 liegen alle Orte im brandenburgischen Landkreis Barnim.
Die Gemeinde Schorfheide ist im Zuge der Gemeindegebietsreform durch Zusammenlegung der Gemeinden Finowfurt und Groß Schönebeck am 26. Oktober 2003 entstanden. In diese beiden Gemeinden eingemeindete Ortsteile wurden herausgelöst und zu eigenständigen Ortsteilen der neuen Gemeinde Schorfheide.

## Bevölkerungsentwicklung
| Jahr | Einwohner |
| ---- | --------- |
| 2003 | 10.489    |
| 2005 | 10.397    |
| 2010 | 10.234    |
| 2015 | 09.908    |
| 2020 | 10.191    |

| Jahr | Einwohner |
| ---- | --------- |
| 2021 | 10.190    |
| 2022 | 10.646    |
| 2023 | 10.604    |
| 2024 | 10.632    |

Gebietsstand des jeweiligen Jahres, Einwohnerzahl: Stand 31. Dezember (ab 1991), ab 2011 auf Basis des Zensus 2011, ab 2022 auf Basis des Zensus 2022

## Politik

### Gemeindevertretung
Die Gemeindevertretung von Schorfheide besteht entsprechend der Einwohnerzahl der Gemeinde aus 18 Mitgliedern und dem hauptamtlichen Bürgermeister. Die Kommunalwahl am 9. Juni 2024 führte bei einer Wahlbeteiligung von 70,2 % zu folgendem Ergebnis:
| Partei / Wählergruppe                                   | Stimmenanteil 2019 | Sitze 2019 |  | Stimmenanteil 2024 | Sitze 2024 |
| ------------------------------------------------------- | ------------------ | ---------- |  | ------------------ | ---------- |
| Bündnis Schorfheide                                     | 44,3 %             | 8          |  | 28,7 %             | 5          |
| AfD                                                     | –                  | –          |  | 22,1 %             | 1          |
| CDU                                                     | 11,1 %             | 2          |  | 10,7 %             | 2          |
| Die Linke                                               | 14,0 %             | 3          |  | 09,6 %             | 2          |
| WIR für Böhmerheide, Groß Schönebeck, Klandorf, Schluft | 09,7 %             | 2          |  | 09,3 %             | 2          |
| Freie Wähler Schorfheide                                | 10,8 %             | 2          |  | 08,9 %             | 2          |
| SPD                                                     | 07,4 %             | 1          |  | 05,9 %             | 1          |
| Bündnis 90/Die Grünen                                   | –                  | –          |  | 03,0 %             | –          |
| Pro Eichhorst                                           | –                  | –          |  | 01,7 %             | –          |
| FDP                                                     | 02,7 %             | –          |  | –                  | –          |
| Insgesamt                                               | 100 %              | 18         |  | 100 %              | 15         |

Bei der Wahl 2024 entfielen auf die AfD vier Sitze, von denen drei unbesetzt bleiben, weil die Partei nur einen Kandidaten nominiert hatte.
In den Ortsteilen der Gemeinde werden Ortsbeiräte gewählt. Sie bestehen in Altenhof, Böhmerheide, Eichhorst, Klandorf, Schluft und Werbellin aus drei Mitgliedern, in Groß Schönebeck und Lichterfelde aus 5 Mitgliedern, in Finowfurt aus 7 Mitgliedern.

### Bürgermeister

Sitz der Gemeindeverwaltung in einem alten Speicher in Finowfurt (2015)

- 2003–2019: Uwe Schoknecht (Bündnis Schorfheide)[15]
- seit 2019: Wilhelm Westerkamp (Bündnis Schorfheide)

Westerkamp wurde in der Bürgermeisterstichwahl am 15. September 2019 mit 50,4 % der gültigen Stimmen gewählt. Seine Amtszeit beträgt acht Jahre.

### Wappen
| Wappen von Schorfheide | Blasonierung: „Von Grün und Gold schräglinksgeteilt über einem verkleinerten blauen Wellenschildfuß, belegt an der Teilungslinie vorne von einer halben goldenen Baumscheibe und hinten von einem halben schwarzen Mühlrad.“ |
| Wappen von Schorfheide | Das Wappen wurde vom Erfurter Heraldiker Frank Diemar gestaltet und am 21. August 2007 durch das Ministerium des Innern genehmigt.                                                                                           |

### Flagge
„Die Flagge ist Gelb - Grün (1:1) gestreift und mittig mit dem Gemeindewappen belegt.“

### Dienstsiegel
Das Dienstsiegel zeigt das Wappen der Gemeinde mit der Umschrift GEMEINDE SCHORFHEIDE • LANDKREIS BARNIM.

### Gemeindepartnerschaften
Die Gemeinde unterhält Partnerschaften mit den Orten Korschenbroich (Nordrhein-Westfalen), Mielno (Woiwodschaft Westpommern, Polen) sowie Dorossiamasso (Burkina Faso).

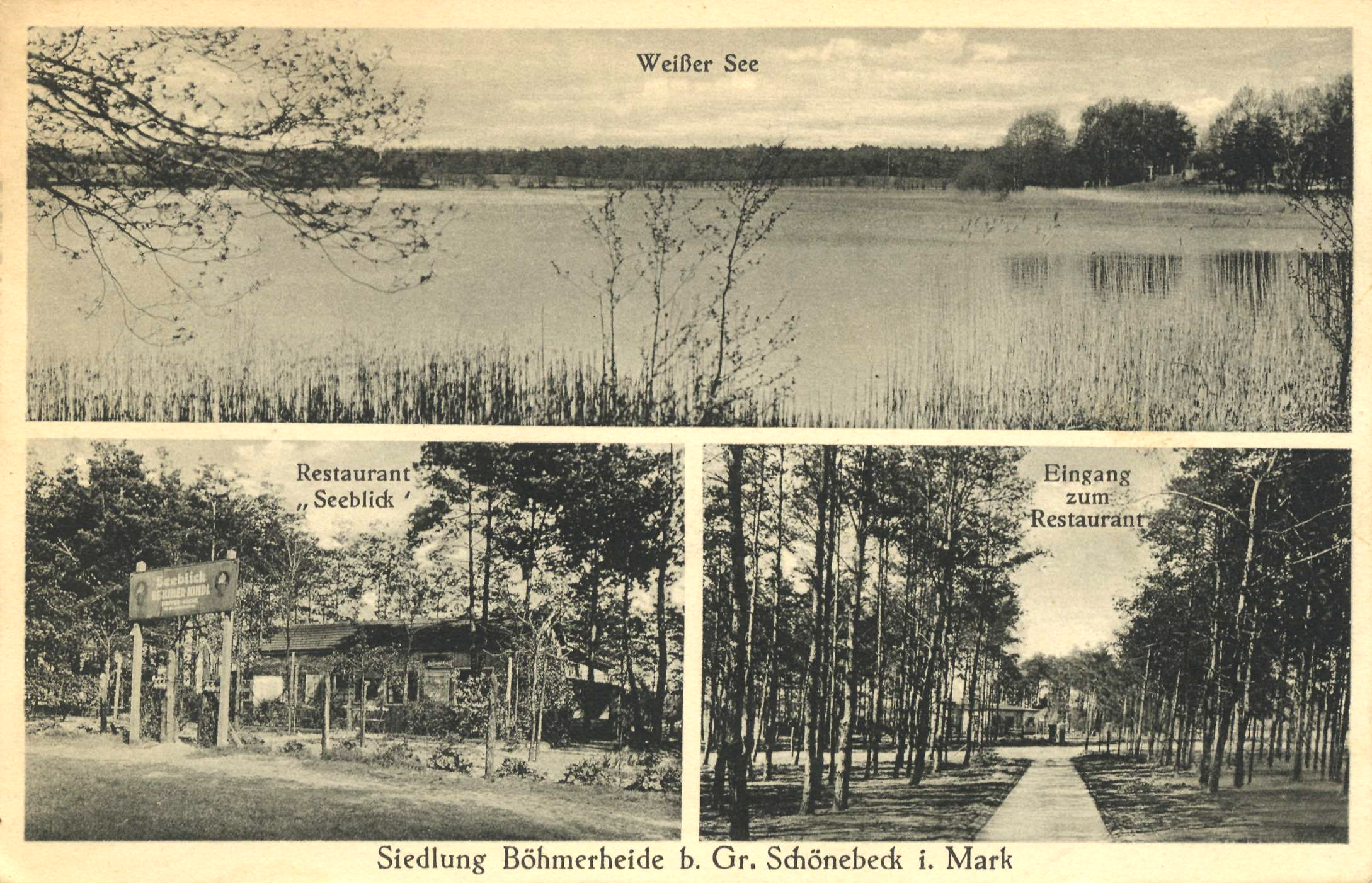
Ansichtskarte des Ortsteils Böhmerheide vom Anfang des 20. Jahrhunderts

## Sehenswürdigkeiten und Kultur
In der Liste der Baudenkmale in Schorfheide und in der Liste der Bodendenkmale in Schorfheide (Gemeinde) sind die Kulturdenkmale des Landes Brandenburg erfasst, darunter das Jagdschloss Groß Schönebeck mit dem Schorfheidemuseum im gleichnamigen Ortsteil und der Askanierturm am Südufer des Werbellinsees.
Große Teile des Gemeindegebietes gehören zum 1990 gegründeten Biosphärenreservat Schorfheide-Chorin.
Im Wildpark Schorfheide sind heimische Tierarten wie Fischotter, Rothirsche, Damhirsche, Wildschweine und Europäische Mufflons sowie Wölfe, Wisente, Elche, Luchse und Przewalski-Pferde zu sehen.
In Finowfurt befindet sich ein Luftfahrtmuseum.

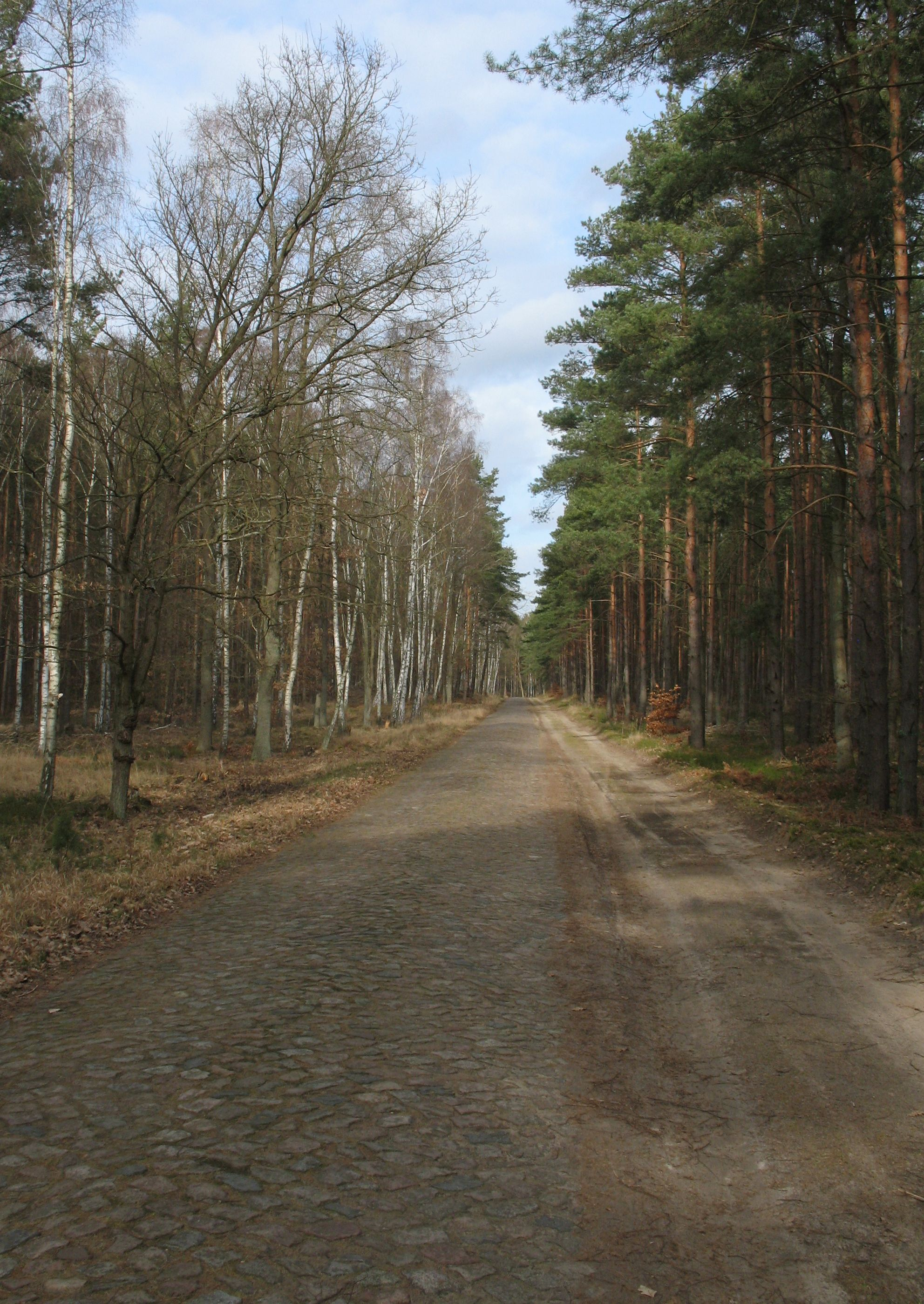
Straße von Schluft nach Zehdenick-Kurtschlag

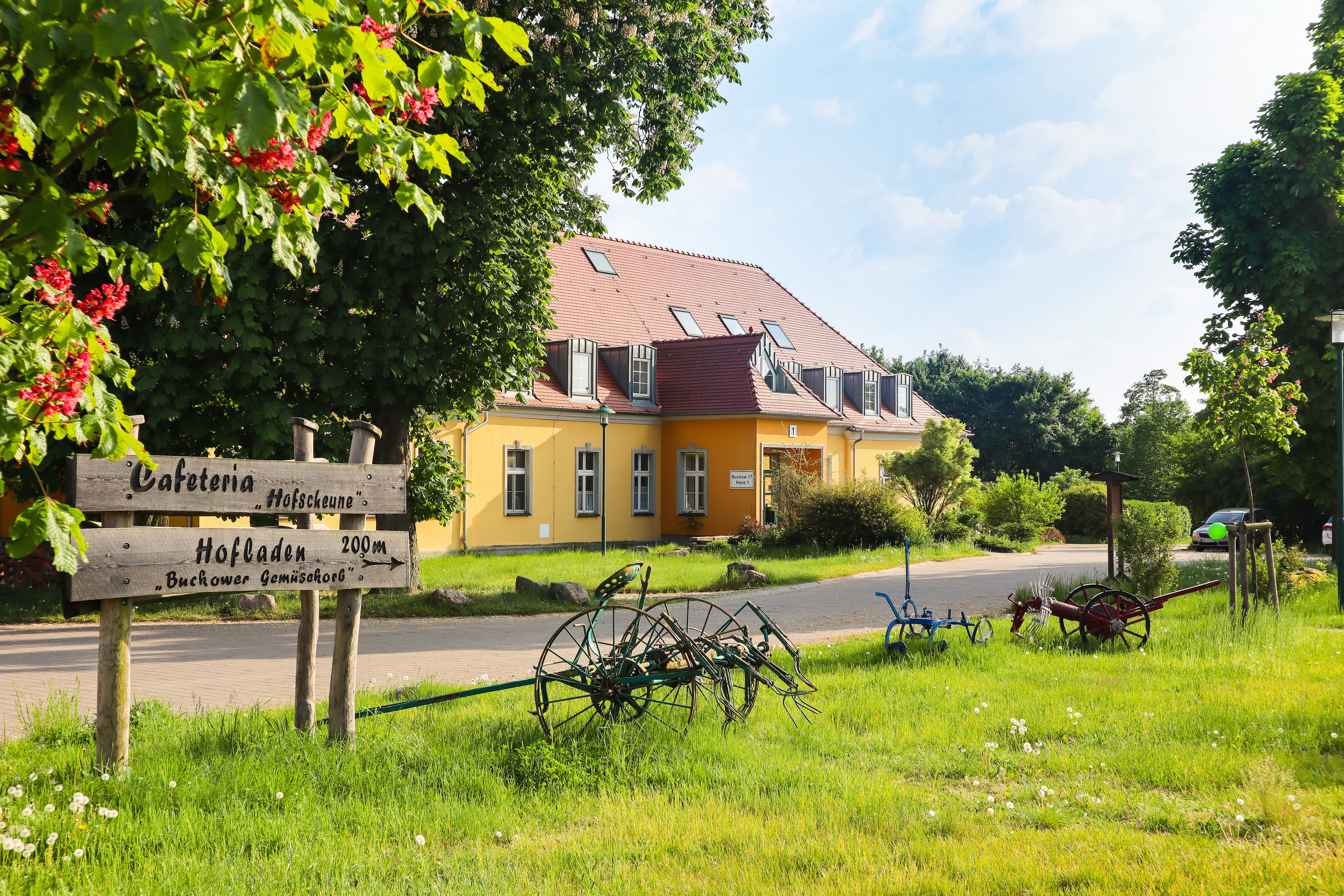
Gemeindeteil Buckow

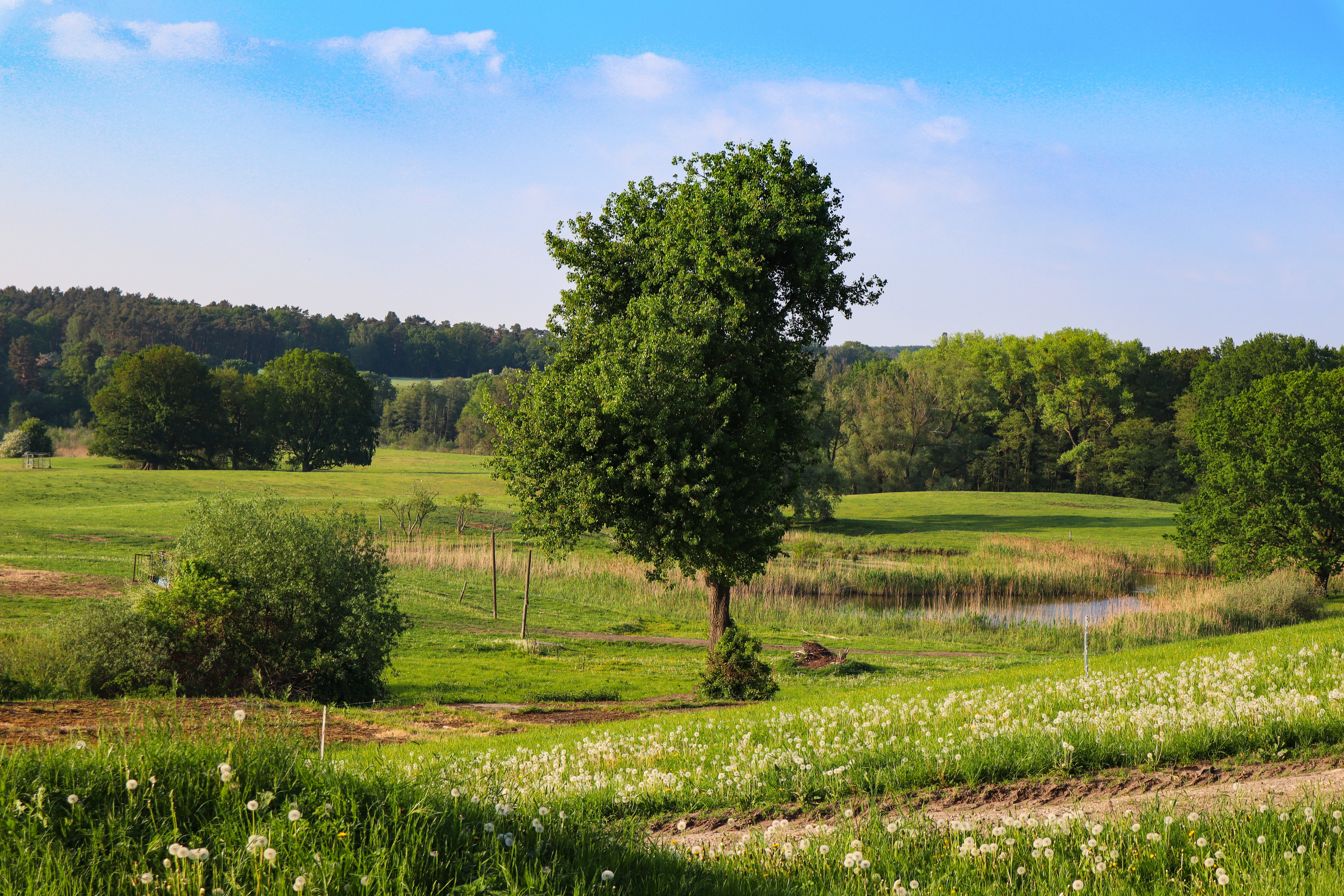
Naturraum Barnim bei Buckow

## Wirtschaft und Infrastruktur

### Verkehr
Durch das Gemeindegebiet verlaufen:
- Bundesstraße 167 zwischen Marienwerder und Eberswalde
- Landesstraße L 100 zwischen Zerpenschleuse und Gollin
- Landesstraße L 220 zwischen dem Ortsteil Finowfurt und Joachimsthal
- Landesstraße L 238 zwischen Eberswalde und Joachimsthal

Die Gemeinde Schorfheide liegt beiderseits der Bundesautobahn 11 (Berlin–Stettin). Die Anschlussstellen Werbellin und Finowfurt befinden sich auf Gemeindegebiet.
Auf dem Gemeindegebiet liegen der Bahnhof Groß Schönebeck und der Haltepunkt Klandorf der Regionalbahnlinie RB 27 von Groß Schönebeck nach Berlin-Karow, der sogenannten „Heidekrautbahn“, betrieben von der Niederbarnimer Eisenbahn AG (NEB).
1907 wurde die Eberswalde-Finowfurter Eisenbahn mit dem Haltepunkt Finowfurt Ost und dem Bahnhof Finowfurt eröffnet. 1961 wurde der Personenverkehr, 1995 der Güterverkehr eingestellt.
Drei Wasserstraßen durchziehen die Gemeinde: der Oder-Havel-Kanal, der Finowkanal und der Werbellinkanal.

### Bildung
In der Gemeinde gibt es sechs Kindertagesstätten sowie zwei Grundschulen und eine Oberschule mit Grundschulteil (Stand 2018).

### Vereinsleben
In über 50 Vereinen gibt es Möglichkeiten der Freizeitgestaltung. Sieben der neun Ortsteile verfügen über eine Freiwillige Feuerwehr.

## Persönlichkeiten

### Söhne und Töchter der Gemeinde
Finowfurt
- Hermann Blankenstein (1829–1910), Architekt
- Eckhard Herrmann (* 1949), Metallbildhauer

Groß Schönebeck
- Karl von Reyher (1786–1857), preußischer Generalstabschef
- Ferdinand von Kleist (1797–1867), preußischer General der Infanterie
- August von Dewitz (1807–1865), preußischer Generalmajor
- Hermann Weyer (1830–1899), Architekt
- Carl Koeppen (1844–1930), Bauunternehmer
- Willy Sägebrecht (1904–1981), Politiker (SED)
- Wolfram Kühn (* 1950), Radrennfahrer und -trainer
- Katrin Krüger (* 1959), Handballspielerin
- Dirk Adams (* 1968), Politiker (Bündnis 90/Die Grünen)

Wildau
- Petra Elsner (* 1953), Autorin und Malerin

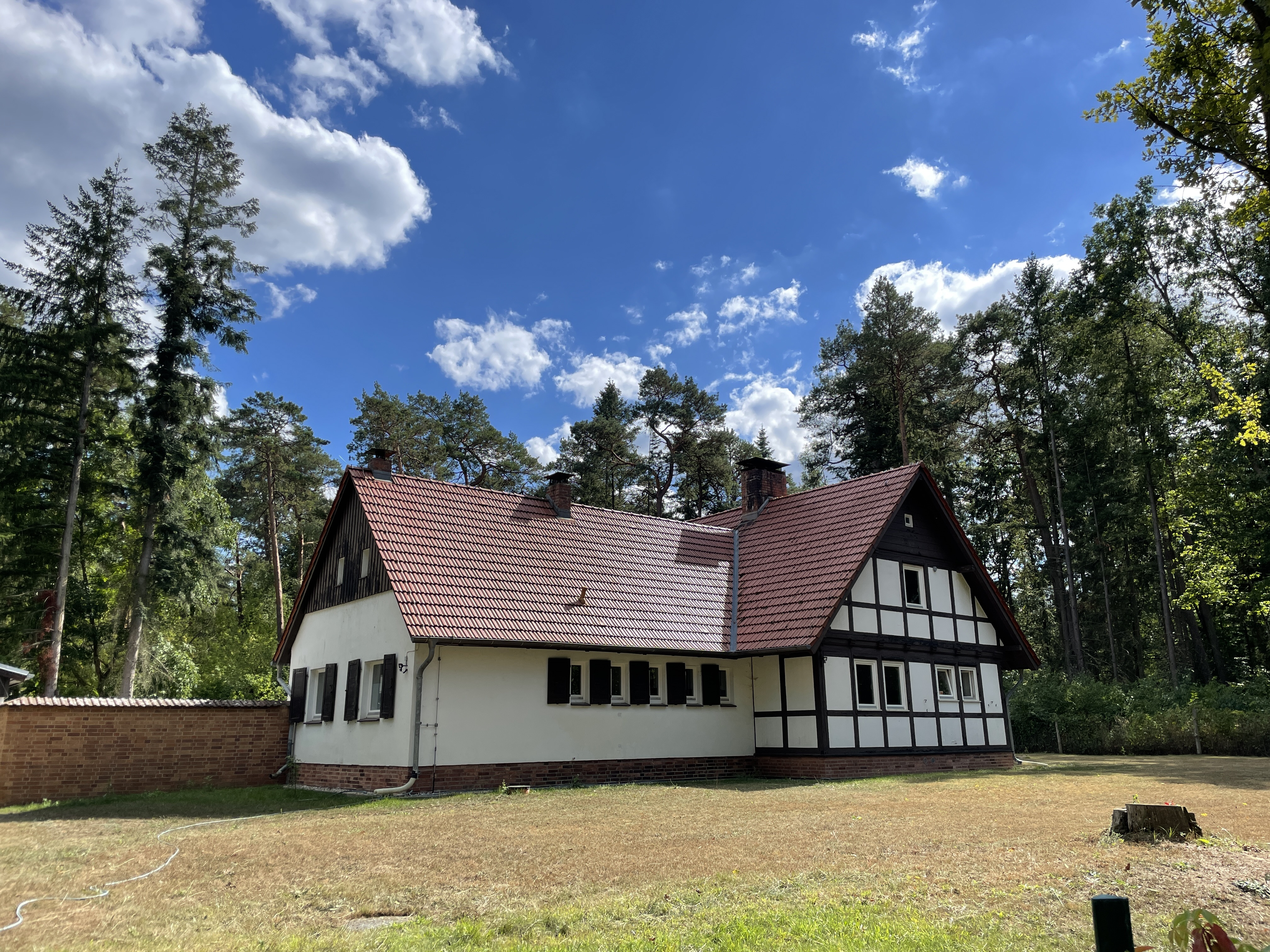
Von Erich Honecker genutztes Jagdhaus Wildfang (2022)

### Mit der Gemeinde verbundene Persönlichkeiten
- Emil Bartoschek (1899–1969), Maler, lebte in Groß Schönebeck
- Erich Honecker (1912–1994), Staatsratsvorsitzender der DDR, nutzte das Jagdhaus Wildfang
- Walter Krumbach (1917–1985), Autor von Kinderbüchern und Puppenspielen, lebte in Groß Schönebeck
- Arno Spitz (1920–2014), Verleger, wuchs in Finowfurt auf
- Reinhard Dahms (1944–1966), Todesopfer an der innerdeutschen Grenze, lebte in Finowfurt